# Saguinus melanoleucus
Saguinus melanoleucus là một loài động vật có vú trong họ Cebidae, bộ Linh trưởng. Loài này được Miranda Ribeiro mô tả năm 1912.

## Hình ảnh

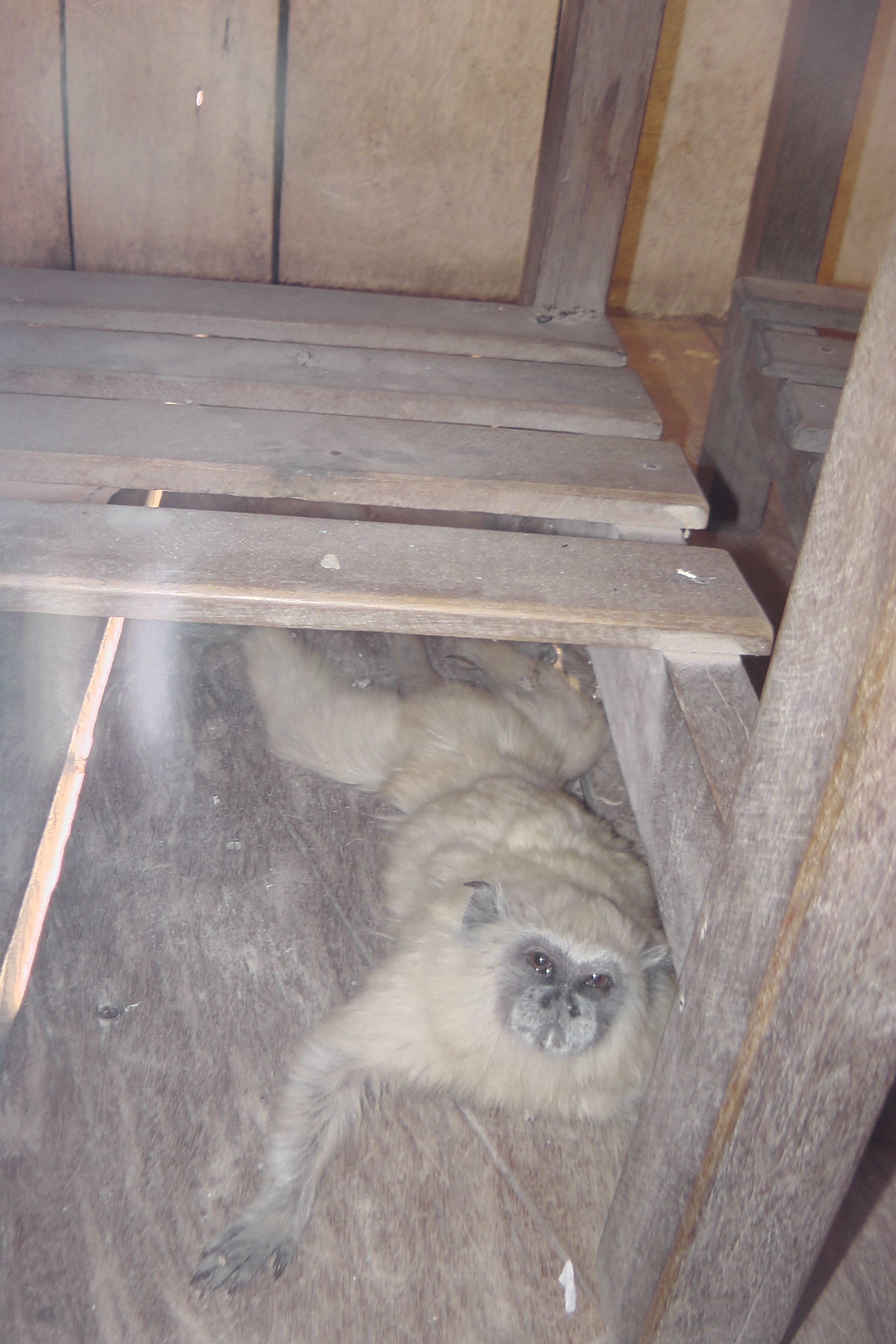